# Озерне (Онгудайський район)
Озерне (рос. Озёрное) — село Онгудайського району, Республіка Алтай Росії. Входить до складу Тельгинського сільського поселення.
Населення — 252 особи (2015 рік).